# Hypocoela tornifusca
Hypocoela tornifusca är en fjärilsart som beskrevs av Claude Herbulot 1970. Hypocoela tornifusca ingår i släktet Hypocoela och familjen mätare. Inga underarter finns listade i Catalogue of Life.